# Sacharase
Sacharase  of invertase is een enzym dat sacharose afbreekt (hydrolyseert) tot fructose en glucose.
Sacharase komt voor in verschillende eencelligen zoals biergist en wordt bij de mens, evenals lactase en maltase, aangemaakt in de nuchtere darm.

## Functie en werking
Sacharase wordt geproduceerd in de dunne darmwand en is een essentieel enzym voor de afbraak van sacharose. Het bindt zich aan sacharose en katalyseert de splitsing van deze disacharide in glucose en fructose. Deze monosachariden kunnen vervolgens door het lichaam worden opgenomen en gebruikt als energiebron.

## Voorkomen
Sacharase komt voor in verschillende organismen, waaronder planten, dieren en micro-organismen. In planten wordt sacharase aangetroffen in fruit, nectar en andere delen waar suikers worden opgeslagen. Bij dieren, inclusief de mens, wordt het enzym geproduceerd in de dunne darm om de vertering van sacharose mogelijk te maken.

## Toepassingen
Sacharase wordt op grote schaal gebruikt in de voedingsmiddelenindustrie, met name bij de productie van zoete voedingsmiddelen en dranken. Het enzym kan worden toegevoegd aan suikerhoudende producten om de omzetting van sacharose in glucose en fructose te versnellen, waardoor zoetere producten ontstaan. Daarnaast wordt sacharase ook gebruikt in de productie van invertsuiker, een mengsel van glucose en fructose dat vaak wordt gebruikt als zoetstof.

## Gezondheidsaspecten
Mensen met een tekort aan sacharase kunnen moeite hebben met het verteren van suikers, wat kan leiden tot spijsverteringsproblemen zoals diarree en winderigheid. Deze aandoening, bekend als sacharasedeficiëntie, is zeldzaam maar kan invloed hebben op de voedingskeuzes en het dieet van getroffen individuen.